# Al-Tirmidhî
Al-Tirmidhî (824-892) ne doit pas être confondu avec le maître soufi Al-Hakim al-Tirmidhî (mort en 910).
Aissaoui Al-Tirmidhī, de son nom complet Abū ‘Īsā Muḥammad ibn ‘Īsā ibn Sawra ibn Mūsā ibn al-Daḥḥāk al-Sulamī al-Tirmidhī est un imam et juriste du IXe siècle, né en 824 et mort en 892 près de Termez (en actuel Ouzbékistan). C'est un compilateur de hadiths (traditionniste), auquel on doit un des six recueils canoniques de ce genre littéraire.

## Biographie
Né en 824 dans le village de Būgh, une localité proche de Termez (en arabe Tirmidh) en Ouzbékistan actuel, sur le territoire des Samanides. Sa famille appartenait à la tribu arabe des Banu Sulaym. Dès son enfance, il se montra désireux d'étudier l'islam et il fut l'élève des savants de son village.
Il est, selon certaines sources, le neveu d'Abu Bakr al-Warraq.
Puis, à l’âge de vingt ans, il se mit à voyager, se rendant dans le Khurāsān, puis en Irak, à Kufa et à Bassorah, et aussi dans le Hijāz à la recherche de hadiths du Prophète auprès de grands traditionnistes tels qu'Al-Bukhārī — qui joua un rôle clef dans sa formation à la fois en matière de hadith et de jurisprudence islamique — ainsi que Muslim ibn al-Hajjaj, auteur d'un des recueils de hadith les plus sûrs de l'islam sunnite, ou encore d'Abū Dāwūd al-Sijistānī, connu comme un grand collecteur de hadith. Enfin, il compte parmi les grands traditionnistes de l’islam. Le Hâfidh Al Muzzi affirma qu'il était « l’un des imâms les plus distingués... »[réf. nécessaire]
Il mourut dans sa ville natale le 9 octobre 892.

## Œuvre
Il écrivit neuf ouvrages dont seulement quatre nous sont parvenus. Les plus connus sont al-Jāmi (Jami` at-Tirmidhi), une référence essentielle puisqu'il s'agit d'une des six compilations de hadith canoniques de l’islam sunnite, et al-Ilal, où il exposa, entre autres, la méthode qu’il avait adoptée dans la composition d’al-Jāmi‘. On lui doit d’avoir donné des définitions et une terminologie classificatrice plus précises en matière de science du hadith.
Il est également l'auteur d'al-Shamā’il al-Muhammadiyya traitant des qualités et des vertus du prophète Mahomet, Le Livre de l’Ascétisme (Kitāb al-Zuhd), et le Kitāb al-Asmā’ wa l-Kunā (un dictionnaire des noms des traditionnistes).

## Influence
Grâce à sa présentation du hadith, il est l'une des sources les plus anciennes « de recherche comparative sur les divergences des écoles orthodoxes du Fiqh ». Cependant, en tant qu'opposant au ra'y (c'est-à-dire la vision personnelle et subjective de la loi comme source de la jurisprudence islamique), Al-Tirmidhī ne mentionne pas Abou Hanifa et sa doctrine juridique (hanafisme), car il estime que ce sont les traditionnistes et non les Ahl al-Ra'y ("partisans du ra'y") qui comprennent le mieux la signification et les applications possibles des hadiths.
C'est aussi grâce à Al-Tirmidhī que les différentes vues des écoles de droit (madahib) se sont développées.